# Distrito de Rin-Palatinado
El distrito de Rin-Palatinado (en alemán: Rhein-Pfalz-Kreis) es uno de los veinticuatro distritos del estado alemán de Renania-Palatinado. Está ubicado en la zona sureste del estado, a la orilla izquierda del río Rin, que lo separa de los estados de Hesse y Baden-Wurtemberg.
Tiene una población a finales de 2016 de 153 043 habitantes, una densidad poblacional de 500 hab/km² y una superficie de 304 km². Su capital es la ciudad de Ludwigshafen.